# Fahrudin Omerović
Fahrudin Omerović (Doboj, 26 agosto 1961) è un ex calciatore bosniaco, fino al 1992 jugoslavo, di ruolo portiere, tecnico del Konyaspor.

## Palmarès

### Club

#### Competizioni nazionali
- Campionato jugoslavo: 2

Partizan: 1985-1986, 1986-1987
- Coppa di Jugoslavia: 2

Partizan: 1988-1989, 1991-1992

#### Competizioni internazionali
- Coppa Piano Karl Rappan: 1

Sloboda Tuzla: 1983